# Patterdale Terrier
Der Patterdale Terrier ist eine weder von der FCI noch vom KC anerkannte britische Hunderasse. Sie wird seit 1995 vom UKC anerkannt.

## Herkunft und Geschichtliches
Die Rasse ist etwa um 1800 im Norden Englands in einem Ort namens Patterdale in Cumberland entstanden. Alternativ wird er auch als Fell-Terrier oder schwarzer Terrier bezeichnet.
Er hat sich seine Eigenart als Jagdhund bewahrt, weil er nie auf Schönheit, sondern auf Gebrauchstüchtigkeit gezüchtet wurde. Ca. 1978 wurden die ersten Patterdale Terrier nach Amerika importiert, wo sie sich inzwischen großer Beliebtheit erfreuen. Abgesehen von Amerika ist die Rasse außerhalb der Britischen Insel kaum bekannt.

## Beschreibung

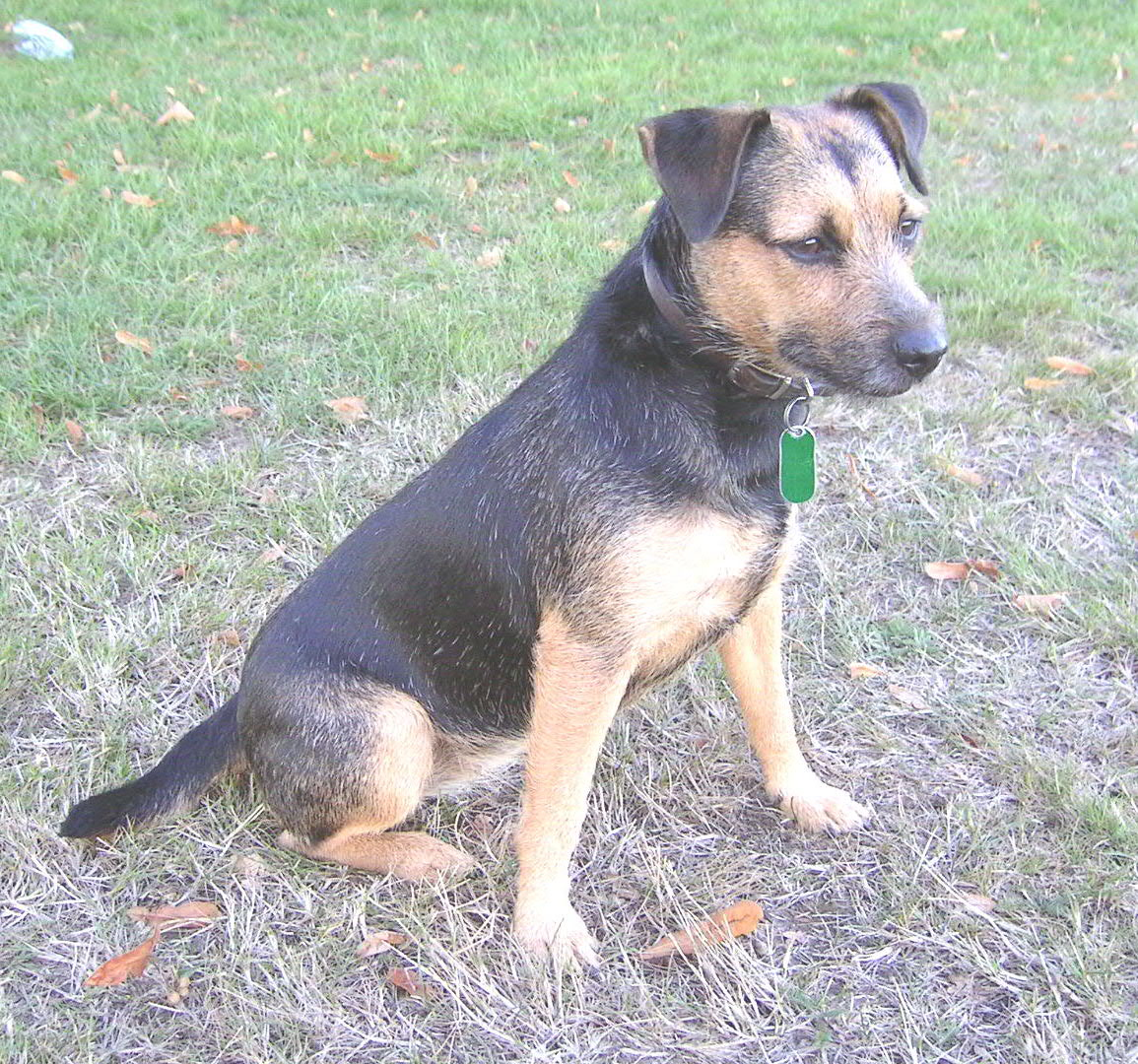
Schwarz-braun

Der Patterdale Terrier wird in schwarz, rotbraun (tan), schokoladenfarben, leberfarben, teilweise auch mit weißen Abzeichen gezüchtet. Er wird 25 cm bis 38 cm groß und sein Haar ist entweder glatt oder rau. Er hat terriertypische Ohren: stehend im oberen Teil nach vorne geklappt.

## Verwendung
Jagdhund (speziell für die Baujagd auf Fuchs und Dachs)